# Jdi a hlásej to z vrchů
Jdi a hlásej to z vrchů (Go Tell It On the Mountain) je napůl autobiografický román spisovatele Jamese Baldwina. Tento román zkoumá, jakou roli hraje v životech Afroameričanů křesťanství coby zdroj utiskování a morálního pokrytectví, a coby zdroj inspirace a společenství. Také se ale důmyslně zabývá rasismem ve Spojených státech amerických.

## Shrnutí obsahu
Román je rozdělený do pěti částí: první z nich je kapitola vyprávěná z Johnovy perspektivy, další tři jsou „modlitby svatých“, vyprávěné Johnovou tetou Florence, jeho otcem a jeho matkou. Pátá kapitola děj uzavírá. Zmíněné tři modlitby se shodují s myšlenkami a vzpomínkami Johnových příbuzných, tzv. „svatých“. Na pozadí tohoto všeho se všichni modlí při bohoslužbě, která jim má pomoct se znovu zrodit.

## Postavy
- John - hlavní hrdina. Na začátku románu je mu čtrnáct let. Je zde vylíčen jako křehký a nemotorný člověk.
- Roy - Johnův bratr, kterého na začátku knihy zbije partička bělochů. V knize je jeho charakter vylíčen jako bouřlivý.
- Elizabeth - matka.
- Gabriel - otec, kazatel. Je nevraživý vůči bělochům.
- Teta Florence - sestra Gabriela (Johnova otce) tedy Johnova teta. Přimluví se u svého bratra, aby nedával tak přísné tresty.
- Elisha - farářův synovec, mladý muž. Snaží se přemluvit Johna, aby se stal dobrým, ve víře stálým člověkem.
- Sestra Price
- Sestra McCandless
- Deborah - Gabrielova první žena. V mladém věku byla znásilněna bělochy.
- Matka Washington - jedna z farníků.
- Ella Mae - vnučka Matky Washington.
- Frank - Manžel Florence, který zemřel v první světové válce ve Francii. Nebyl schopný ušetřit žádné peníze. Naopak hodně pil a svou ženu sexuálně zneužil.
- Elder Peters - jeden z kněží, členů církevního představenstva.
- Esther - pije whisky a tvrdí, že na modlení nemá čas. Gabriel se s ní vyspí, ale devět dní nato jejich vztah končí.
- Royal - Gabrielův nemanželský syn, kterého má s Esther
- Sestra McDonald - matka od Esther, tudíž babička Royala.
- Elizabeth - jde žít ke své tetě poté, co jí zemře matka.
- Elizabethina matka - je světlé pleti, zemře, když je Elizabeth ještě dítě.
- Elizabethin otec - když byla Elizabeth ještě malá, brával ji do cirkusu.
- Elizabethina teta - žije ve státě Maryland.
- Richard - přítel Elizabeth, vezme ji do New Yorku.
- Madam Williams - přítelkyně Elizabethiny tety, na nějaký čas je s Elizabeth v New Yorku. Spiritistka.

## Děj
První kapitola vypráví příběh Johna. John je mladý Afroameričan, který žije v Harlemu na počátku 20. století. Je synem Elizabeth a přísného kazatele Gabriela. Gabrielova náboženská filozofie je přísná, věří ve spásu skrz víru v Ježíše. Bez této víry je člověk hodný zatracení a pekla. John svého otce nenávidí a sní o tom, že ho zraní nebo zabije a uteče.
Modlitba Johnovy tety Florence vypráví její životní příběh. Přestože se narodila na americkém Jihu jako svobodná, rozhodla se i nadále pracovat pro bílou rodinu. Její matka vždy upřednostňovala jejího bratra Gabriela, díky čemu se Florence rozhodla z tohoto života utéct. Koupí si jednosměrnou vlakovou jízdenku do New Yorku a svou na smrt nemocnou matku opustí. V New Yorku se provdá za neřestného muže jménem Frank. Toto manželství skončí za deset let, kdy se Frank jednoho večera vydá ven a nikdy už se nevrátí. Později zemře ve Francii v první světové válce, ovšem Florence se to dozví až od jeho přítelkyně.
Modlitba Gabriela začíná popisem jeho života jako teenagera, ještě před tím, než v sobě našel víru v Krista a než začal svou kariéru jako kazatel. Jeho obrácení přichází v době, kdy se seznámí s o něco starší ženou Deborah, která také pochází z jeho rodného města. Když byla mladá, byla několikanásobně znásilněná skupinou bílých mužů. Deborah je plně oddaná své víře, ze které Gabriel čerpá svou sílu, aby se sám stal úspěšným duchovním. Avšak i přes svá náboženská přesvědčení není Gabriel schopný odolat fyzické přitažlivosti jiné ženy – Esther. Milostná aféra mezi nimi ovšem končí pocitem viny. Když Esther zjistí, že je těhotná, Gabriel jí dá peníze, které našetřila jeho žena Deborah, aby Esther se svým dítětem mohla odejít a vychovat jej. Odejde do Chicaga, kde ale při porodu syna zemře. Její syn Royal zná svého otce (Gabriela), ale že to je jeho otec nemá tušení. Posléze je zabit ve rvačce v jedné z náleven v Chicagu. Gabriel se cítí bezmocný a neschopný zabránit vraždě svého syna.
Modlitba Elizabeth je nejkratší ze všech tří. Jako mladá si byla Elizabeth velmi blízká se svým otcem. Po smrti své matky ji ale pošlou bydlet ke své panovačné tetě, od které následně odejde do New Yorku s jedním z tetiných přátel. Ukáže se, že Gabriel není Johnův biologický otec. Elizabeth odejde z domu se svým „hříšným“ přítelem Richardem, jenž nemá čas pro Boha a jenž Elizabeth slíbil, že si ji vezme, ale nikdy to neudělal. Richard je zatčen za loupež, kterou nespáchal. A zrovna když je zproštěn viny, dolehne na něj celá ta zkušenost – včetně týrání bílými policisty – a vede k tomu, že si první noc doma vezme život. Elizabeth, které se za několik měsíců má narodit John, si najde práci, kde potkává Florence. Ta ji seznámí se svým bratrem Gabrielem, kterého si nakonec Elizabeth vezme.
V poslední kapitole se vracíme do kostela, kde se John svalí na podlahu , přičemž zažije duchovní znovuzrození. Je zajímavé, že do něj vstoupí Duch hned potom, co se tak stalo Elishovi. Sní a blouzní o nebi a o pekle, o životě a smrti, a zároveň vidí, že nad ním stojí Gabriel. Když se probere, říká o sobě, že je zachráněn a že přijal víru. Ale když celá skupina opouští kostel, vrací se znovu staré hříchy – Florence vyhrožuje, že Elizabeth řekne o Gabrielově nečisté minulosti.

## Zmínky jiných děl v tomto románu
Baldwin se několikrát ve svém románu zmiňuje o Bibli, zejména o příběhu o Chámovi, synu Noema, který jednou viděl svého otce nahého. Noe následně prokleje Chámova syna Kana'ána, který se potom stane služebníkem ostatních Noemových synů.
Tento příběh je důležitý ze dvou důvodů. Zaprvé byl označen jako biblické ospravedlnění otroctví a méněcennosti černochů, neboť synové Chámovi se odebrali do Egypta. John se nad touto interpretací příběhu v knize pozastavuje. A za druhé tímto příběhem vzniká jedno z tabu společnosti – nahota. John zřejmě jednoho dne viděl Gabriela nahého na pláži. Vidí ho ovšem nahého také přeneseně – vidí ho jako pokrytce. Proto je tento příběh často zmiňován, když Baldwin popisuje Johnovu duchovní krizi.
Baldwin ještě zmiňuje několik dalších biblických postav a příběhů. V jedné části naráží na příběh Mojžíše, jenž vyvedl Židy z Egypta. Tímto nastiňuje podobnost mezi knihou Exodus a potřebou Afroameričanů vymanit se z jejich podřízené role, ve které je drželi běloši.

## Hlavní motivy
Autobiografie: James Baldwin vyrůstal v Harlemu a nikdy nepoznal svého biologického otce. Jeho nevlastní otec byl křesťanským duchovním a podle Baldwina byl velmi přísný. Stejně jako John, také v Baldwinovi se probudila víra ve čtrnácti letech a stal se sám kazatelem. Později ho opustily iluze o církevním životě, což vyjádřil ve svých dalších románech. Někteří se domnívají, že dokonce začal psát o homosexualitě a bisexualitě kvůli nedostatku lásky ze strany svého otce. Baldwinův román Giovanni´s Room je jedním z prvních, které naznačují něco o jeho orientaci.

## Filmové, televizní a dramatické adaptace
Ve snaze zopakovat úspěch krátkého seriálu Roots z roku 1977 (což byla afroamerická rodinná sága), natočila v roce 1984 televizní společnost ABC původní televizní adaptaci románu Go Tell It On the Mountain. Film režíroval Stan Lathan, dospělého Gabriela hrál Paul Winfield a jako mladého jej ztvárnil Ving Rhames.